# Actinidia sabiifolia
Actinidia sabiifolia är en tvåhjärtbladig växtart som beskrevs av Stephen Troyte Dunn. Actinidia sabiifolia ingår i släktet aktinidiasläktet, och familjen Actinidiaceae. Inga underarter finns listade i Catalogue of Life.